# Amos-6
Amos-6 était un satellite de communications israélien de la famille AMOS de Spacecom, développé par Israel Aerospace Industries.

## Historique

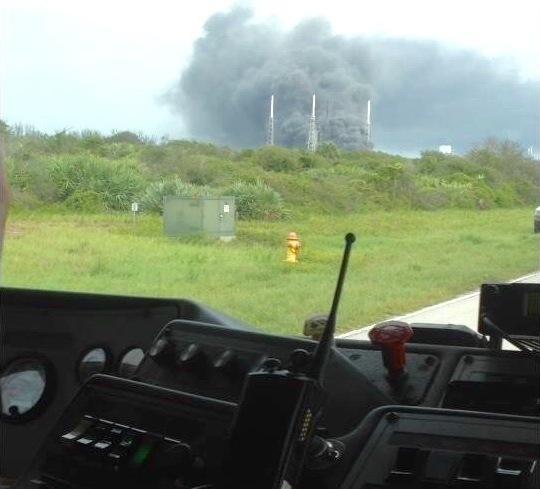
Incendie sur le pas de tir.

Le satellite de 5.5 tonnes était supposé être lancé le 3 septembre 2016 par Falcon 9 de SpaceX.
Mais durant une mise à feu des propulseurs sans décollage, le 1er septembre 2016, un incendie se déclenche sur le pas de tir, entraînant la perte du lanceur et de sa charge.